# Horse Guard State Park
Horse Guard State Park ist ein State Park im US-Bundesstaat Connecticut auf dem Gebiet der Gemeinde Avon.

## Geographie
Der Park schützt das sumpfige Quellgebiet des Chidsey Brooks und vereinnahmt auch einen Teil der Hügelkette der Pondledge Hills. Der Park grenzt im Osten an die Route 167 (West Avon Drive). Nach Nordwesten schließt sich der Juniper Road Open Space an. Die Umgebung ist gekennzeichnet durch eine ganze Reihe kommunaler und privater Parks und Recreation Areas, wie dem Fisher Meadow-Park am Farmington River, etwa 3 km weiter östlich und dem Found Lake Park, etwa 1 km weiter westlich.

## Geschichte
Das Anwesen der Familie Derrin vom Anfang des 18. Jahrhunderts wurde nach dem Aussterben der Familie an einen J. Maxon verkauft, der ein begeisterter sulkie-racing sportler war und seine Pferde auf dem Gelände trainierte. 1954 ging das Gelände dann an die Connecticut Horse Guard über, die ein optimales Trainingsgelände vorfanden. 1964 wurde dann das Land an den Staat Connecticut verkauft.

## Trivia
Inzwischen gibt es eine Bekleidungsmarke, die nach dem State Park benannt ist (Horse Guard State Park Connecticut Apparel).